# 滑鐵盧 (喬治亞州)
滑鐵盧（英語：Waterloo）是位於美國喬治亞州歐文縣的一個非建制地區。該地的面積和人口皆未知。

## 地理
滑鐵盧的座標為31°35′37″N 83°28′28″W / 31.59361°N 83.47444°W，而該地的平均海拔高度為112米（即367英尺）。